# Windas (Kethel)
Het Windas is een buurtschap behorende tot de gemeente Schiedam in de provincie Zuid-Holland. Het ligt aan de brug over de Poldervaart en is tegenwoordig omsloten door de nieuwbouw van Kethel.

## Historie
De verklaring van de naam 'Windas' is deze: toen op de plaats van de brug nog een dam lag, konden schepen over een overtoom worden getrokken. Hierbij werd gebruikgemaakt van een windas.

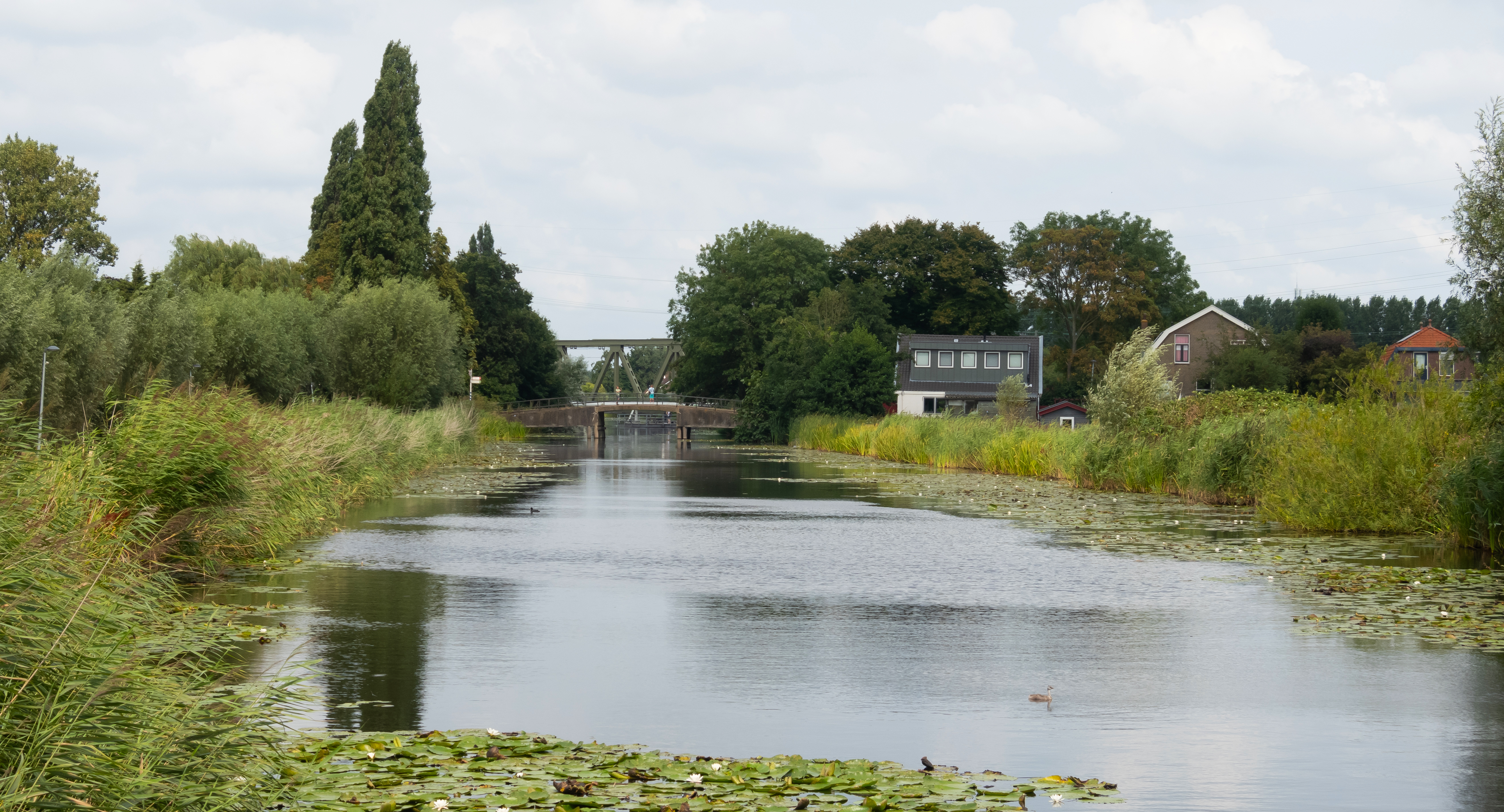
Windas, de Poldervaart vanaf de Joppelaan

Stad: Schiedam    Buurtschappen: Kerkbuurt · Windas

Wijken: Bijdorp · 's-Gravelandsepolder · Groenoord · Kethel · Nieuw-Mathenesse · Nieuwland · Schiedam-Oost · Schiedam-West · Schiedam-Zuid · Spaanse Polder · Spaland · Stadscentrum · Woudhoek

Zuid-Holland: Steden en dorpen    Nederland: Provincies · Gemeenten